# Partido da Reunificação Democrática
O Partido para a Democracia e Reunificação foi um partido político da Coreia do Sul.